# Đỗ Quế Lượng
Đỗ Quế Lượng là nhà quản lý kinh tế, Quyền Thống đốc Ngân hàng Nhà nước Việt Nam.

## Quá trình công tác
Lớn lên ông theo học ngành kinh tế.
Ông từng giữ chức Giám đốc Ngân hàng Nhà nước Chi nhánh Thành phố Hải Phòng , Phó Chủ tịch UBND TP Hải phòng (1989 – 1994) ., Phó Thống đốc Thường trực Ngân hàng nhà nước Việt Nam.
Tháng 10 năm 1997 ông được bổ nhiệm làm Quyền Thống đốc Ngân hàng nhà nước Việt Nam đến tháng 5 năm 1998.
Sau khi nghỉ hưu ông chuyển sang công tác nghiên cứu khoa học. Ông đang giữ chức Phó Hiệu trưởng Đại học Kinh doanh và Công nghệ tại Hà nội.